# 福建路 (南京)
福建路，是南京市鼓楼区的道路，建于1927年，1930年以福建省为名。北起于福建路桥，止于中山北路，长690米，宽22米，沥青路面。